# گمینا زانگمشل
گمینا زانگمشل (به لهستانی:  Gmina Zaniemyśl) یک گمینا در لهستان است که در شهرستان شرودا ویلکوپولسکا واقع شده‌است. گمینا زانگمشل ۱۰۶٫۷۶ کیلومتر مربع مساحت و ۶٬۱۹۱ نفر جمعیت دارد.